# Шияни
Шияни, — колишнє село в Україні, у Лебединському районі Сумської області. Підпорядковувалось Голубівській сільській раді.
Рішенням Сумської обласної ради зняте з обліку 1988 року.

## Географічне розташування
Село знаходилося на відстані до 1 км від сіл Маньки, Сіробабине та Федірки.